# ORP Żbik
ORP Żbik (Nederlands: Wilde kat) was een Poolse onderzeeboot van de Wilkklasse. Aangezien Polen niet de kennis had om onderzeeboten te ontwerpen werd de Wilkklasse door een Frans bureau ontworpen en vond de bouw van de onderzeeboten van de Wilkklasse dan ook plaats bij Franse scheepswerven. De Żbik werd gebouwd door de scheepswerf Chantiers navals français uit Caen.
Tijdens de Tweede Wereldoorlog nam de Żbik deel aan plan Worek. Door problemen met de dieselmotor en de situatie in Polen week de Żbik uit naar het neutrale Zweden, waar het schip in beslag werd genomen door de Zweedse regering. Na de Tweede Wereldoorlog keerde de Żbik terug naar Polen waar het tot het midden van de jaren vijftig dienstdeed.

## De Żbik tijdens de Tweede Wereldoorolg
De Poolse onderzeeboten moesten tijdens een Duitse invasie van Polen plan Worek uitvoeren. Als onderdeel van dit plan legde de Żbik twintig zeemijnen in de Bocht van Gdansk. Op 25 september 1939 moest de Żbik door een probleem met de dieselmotoren een Zweedse haven binnen varen. Hierop legde de Zweedse overheid beslag op de Żbik en werd de bemanning geïnterneerd nabij Mariefred waar de bemanning de gehele oorlog zou uitzitten samen met de bemanningen van de Poolse onderzeeboten Ryś en Sęp die net als de Żbik naar Zweden waren uitgeweken. Op 1 oktober 1939 liep de Duitse mijnenveger M 85 op een zeemijn die door de Żbik op 8 september gelegd was.

## De Zbik na de Tweede Wereldoorlog
Na de Tweede Wereldoorlog werd Żbik door Zweden teruggegeven aan Polen. Bij de Poolse marine deed het schip toen nog dienst tot 1955.